# Sept merveilles de la Russie
Pour les articles homonymes, voir Merveilles du monde (homonymie).
Les sept merveilles de la Russie ont été choisies à l'issue d'un vote réalisé par le journal Izvestia, Radio Mayak, et la chaîne de télévision Rossiya 1. La compétition se déroule en trois étapes, entre le 1er octobre 2007 et le 1er juin 2008, les résultats définitifs étant annoncés sur la place Rouge de Moscou le 12 juin 2008. 

## Les sept merveilles de la Russie
| # | Nom                               | Lieu                                         | Image |
| - | --------------------------------- | -------------------------------------------- | ----- |
| 1 | Lac Baïkal                        | Oblast d'Irkoutsk, Bouriatie                 |       |
| 2 | Vallée des geysers                | Kraï du Kamtchatka                           |       |
| 3 | Kourgane Mamaïev                  | Oblast de Volgograd                          |       |
| 4 | Peterhof                          | Saint-Pétersbourg                            |       |
| 5 | Cathédrale Saint-Basile de Moscou | Moscou                                       |       |
| 6 | Manpoupounior                     | République des Komis                         |       |
| 7 | Mont Elbrouz                      | Kabardino-Balkarie, Karatchaïévo-Tcherkessie |       |